# Litopon
Litopon je jemně dispergovaná směs sulfidu zinečnatého ZnS a síranu barnatého BaSO4.
Poprvé byl vyroben roku 1847, k většímu rozšíření tohoto pigmentu došlo až
ve 20. století. Připravuje se srážením roztoku síranu zinečnatého roztokem sulfidu barnatého při mírně zvýšené teplotě (50-60 °C).

## Vzhled a vlastnosti
Litopon je jemný bílý prášek bez zápachu, na vzduchu stálý, nejedovatý, nehořlavý a nevýbušný.
Působením minerálních kyselin uvolňuje sirovodík H2S. V alkalickém prostředí je stálý.
Má optimální granulometrii, vysokou bělost a kryvost, je odolný proti zásadám, ve srovnání s titanovou bělobou a dalšími bílými pigmenty je nepoměrně levnější. Působením světla šedne až černá, pravděpodobně dochází k vylučování zinku, tomuto lze zabránit přidáním malého množství kobaltu. V meziválečném období byla jeho výroba zdokonalena, především vnesením kobaltu do jeho krystalové mřížky. Tím byla odstraněna jeho optická nestálost.
Tvoří velmi jemné částice s průměrnou velikostí pod 1 µm, často tvoří agregáty. Krystaly jsou anizotropní a vykazují silný dvojlom.

## Použití
Používá se jako pigment v průmyslu nátěrových hmot, při výrobě produktů z pryže, papíru, plastu, keramiky a tmelových a těsnicích směsí.